# Archivo Histórico de la Nobleza
El Archivo Histórico de la Nobleza (AHNOB), conocido entre 1992 y 2017 como la Sección Nobleza del Archivo Histórico Nacional, es un archivo de documentos e institución cultural de España, de titularidad estatal y dependiente del Ministerio de Cultura. En el conjunto del patrimonio documental histórico español «se calcula que los archivos privados, entre los que se hallan los fondos familiares y nobiliarios, suponen más de un tercio».
El AHNOB depende del Ministerio de Cultura, a través de la Subdirección General de Archivos Estatales. 

## Historia

### Antecedentes
La política de protección de los archivos nobiliarios tiene su origen en la segunda mitad del siglo xix. En este tiempo, los movimientos liberales y las desamortizaciones de Madoz, que supusieron la introducción de nueva legislación que permitía la disolución de los mayorazgos y la libre disposición de los bienes nobiliarios, tuvo como consecuencia la división y pérdida parcial de mucha documentación de los archivos privados de la nobleza.
Caso destacado fue la quiebra de la casa de Osuna en 1884, que conllevó el reparto de propiedades, obras de arte y documentación entre sus acreedores. Ante tal situación, algunas instituciones como la Real Academia de la Historia solicitaron la intervención pública, hecho que permitió salvar parte del archivo de los Osuna y del Infantado, manteniéndolo en el Archivo Histórico Nacional. En 1927 estos archivos serían adquiridos por el Estado, gracias a las 200 000 pesetas que el vii duque de Almenera Alta donó para ello.
Durante el resto del siglo xix y los primeros años del siglo xx el Estado continuó adquiriendo nuevos archivos de la nobleza, apareciendo también las primeras voces en favor de crear un Archivo General de la Nobleza. La guerra civil supuso la expropiación y posterior devolución de muchos de estos archivos privados, con la consecuente pérdida de documentación.

### Archivo Histórico de la Nobleza
Así, en 1989 se firma un acuerdo con la Fundación Casa Ducal de Medinaceli para la cesión parcial del Hospital de Tavera, en Toledo, para alojar la nueva Sección Nobleza del Archivo Histórico Nacional, aunque con plena autonomía respecto a este. Tras un proceso de rehabilitación del edificio, inicia su actividad el 2 de diciembre de 1992 y en septiembre de 1993 se nombra su primera directora, Aranzazu Lafuente Urién. El traslado de los primeros fondos ocurrió entre marzo de 1994 y marzo de 1995.
Tras dos estables décadas de crecimiento, en 2017 se aprueba el Real Decreto 836/2017, de 8 de septiembre, por el que se crea el Archivo Histórico de la Nobleza y dos años más tarde —el 19 de abril de 2019—se constituye por primera vez el Patronato del archivo.

## Sede
Tiene su sede en el Hospital de Tavera de Toledo, gracias a la cesión que hizo la Fundación Casa Ducal de Medinaceli de parte del edificio en 1988. Tiene una superficie útil de 6.315 m2 de los cuales 2.100 m2 sirven de depósito, con 6.317 m lineales de estanterías ocupados, por el momento, en un 50%.
El edificio fue construido en 1544 y reformado en 1988 para adaptarlo al uso archivístico dotándo al conjunto de todas las funciones de archivo necesarias. Por lo tanto no es tan solo un mero depósito documental sino que también cuenta con biblioteca, espacio de exposiciones y salón de actos además de una sala de consulta de documentos, salas de trabajo, talleres de restauración y digitalización además de espacio para la gestión administrativa.

## Fondos
El Archivo custodia 250 fondos de archivo en los que se identifican más de 1200 archivos de títulos nobiliarios que han ingresado en la colección mediante compra, donación o depósito. Los últimos ingresos recibidos en el archivo han sido el Archivo de los Marqueses de Perales del Río, el de los Marqueses de Monterrón y Marqueses de Santa Cruz y Duques de San Carlos (2016), el Archivo de los Duques de Arión y Marqueses de Malpica (2017), el Archivo de los condes de Ezpeleta de Beire y del marqués de Alventós y, más recientemente, el archivo del marquesado de Aguilar de Campoo.